# Айна Берґ
Айна Берґ (швед. Aina Berg, 7 січня 1902 — 7 жовтня 1992) — шведська плавчиня.
Призерка Олімпійських Ігор 1920, 1924 років.